# Ian Poulter
Ian Poulter (* 10. Januar 1976 in Hitchin, England) ist ein englischer Profigolfer der European Tour und der nordamerikanischen PGA TOUR.
Er wurde 1994 Berufsgolfer, konnte sich aber erst nach seinem ersten Sieg auf der Challenge Tour 1999 und die Tour School für die European Tour qualifizieren. In seiner ersten Saison gewann Poulter die Italian Open und bekam den Sir Henry Cotton Rookie of the Year Award 2000. Weitere Siege folgten in den nächsten Saisons, darunter die prestigeträchtigen Volvo Masters im Jahre 2004. Im September 2006 gewann er die Open de Madrid. In der European Tour Order of Merit konnte Poulter 2003, 2004 und 2006 in den Top 10 landen.
Nachdem er die Qualifikation für den Ryder Cup 2001 noch knapp verpasst hatte, war er 2004 Mitglied des siegreichen europäischen Teams. Dadurch bekam Poulter die Spielberechtigung für die PGA TOUR und seit 2005 teilt er seine Starts zwischen den beiden großen Turnierserien auf.
Seinen größten Erfolg feierte Poulter im Februar 2010 mit dem Sieg bei der WGC-Accenture Match Play Championship in Arizona. Im Endspiel besiegte er seinen Landsmann Paul Casey mit 4 und 2. Mit 1,02 Mio. Euro erhielt er das bislang höchste Preisgeld seiner Karriere und verbesserte sich vorübergehend auf Platz 5 der Weltrangliste.

## European Tour Siege
- 2000 Italian Open
- 2001 Moroccan Open
- 2002 Italian Open
- 2003 Celtic Manor Resort Wales Open, Nordic Open
- 2004 Volvo Masters Andalucia
- 2006 XXXII Banco Madrid Valle Romano Open de Madrid Golf Masters
- 2009 Barclays Singapore Open (zählt auch zur Asian Tour)
- 2010 UBS Hong Kong Open (zählt auch zur Asian Tour)
- 2011 Volvo World Match Play Championship

## PGA Tour
- 2018 Houston Open

## Resultate bei Major Championships
| Turnier               | 2000 | 2001 | 2002 | 2003 | 2004 | 2005 | 2006 | 2007 | 2008 | 2009 | 2010 | 2011 | 2012 | 2013 | 2014 | 2015 | 2016 | !2017 | 2018 | 2019 |
| --------------------- | ---- | ---- | ---- | ---- | ---- | ---- | ---- | ---- | ---- | ---- | ---- | ---- | ---- | ---- | ---- | ---- | ---- | ----- | ---- | ---- |
| The Masters           | DNP  | DNP  | DNP  | DNP  | T31  | T33  | DNP  | T13  | T25  | T20  | T10  | T27  | 7    | CUT  | T20  | T6   | T49  | DNP   | T44  | T12  |
| PGA Championship      | DNP  | CUT  | DNP  | T61  | T37  | T47  | T9   | T23  | T31  | T19  | WD   | T39  | T3   | T61  | T59  | CUT  | DNP  | T23   | T31  | CUT  |
| US Open               | DNP  | DNP  | DNP  | DNP  | CUT  | T57  | T12  | T36  | WD   | T18  | T47  | CUT  | T41  | T21  | T17  | T54  | DNP  | DNP   | T25  | CUT  |
| The Open Championship | T64  | DNP  | T50  | T46  | T25  | T11  | CUT  | T27  | 2    | CUT  | T60  | CUT  | T9   | T3   | CUT  | CUT  | DNP  | T14   | CUT  | CUT  |

DNP = nicht teilgenommen

WD = aufgegeben

CUT = Cut nicht geschafft

„T“ geteilte Platzierung

Grüner Hintergrund für Sieg

Gelber Hintergrund für Top 10

## Resultate bei World Golf Championships

### Siege (2)
| Jahr | Championship                          | 54 Löcher        | Sieg Score            | Vorsprung | Zweitplatzierter                                      |
| ---- | ------------------------------------- | ---------------- | --------------------- | --------- | ----------------------------------------------------- |
| 2010 | WGC-Accenture Match Play Championship | n/a              | 4 & 2                 | 4 & 2     | Paul Casey                                            |
| 2012 | WGC-HSBC Champions                    | 4 Schläge zurück | −21 (69-68-65-65=267) | 2 Schläge | Jason Dufner, Ernie Els, Phil Mickelson, Scott Piercy |

### Ergebnisse auf Zeittafel
| Turnier                           | 2001 | 2002 | 2003 | 2004 | 2005 | 2006 | 2007 | 2008 |
| --------------------------------- | ---- | ---- | ---- | ---- | ---- | ---- | ---- | ---- |
| Accenture Match Play Championship | DNP  | DNP  | DNP  | QF   | 4    | R64  | R16  | R32  |
| CA Championship                   | KT1  | DNP  | T44  | DNP  | T18  | T2   | T16  | T57  |
| Bridgestone Invitational          | T13  | DNP  | T33  | DNP  | T33  | T13  | T30  | T16  |

| Turnier                  | 2009 | 2010 | 2011 | 2012 | 2013 | 2014 | 2015 | 2016 | 2017 | 2018 |
| ------------------------ | ---- | ---- | ---- | ---- | ---- | ---- | ---- | ---- | ---- | ---- |
| Match Play Championship  | R16  | 1    | R64  | R64  | 4    | R64  | T34  | DNP  | DNP  | VF   |
| Mexico Championship      | T13  | T37  | T45  | T60  | T28  | T52  | T49  | DNP  | DNP  | DNP  |
| Bridgestone Invitational | T15  | T65  | T68  | T29  | T19  | T52  | T17  | DNP  | DNP  |      |
| HSBC Champions           | T45  | T13  | T13  | 1    | 2    | T6   | T30  | DNP  | DNP  |      |

1Abgesagt wegen 9/11

DNP = nicht teilgenommen (engl. did not play)

VF, R16, R32, R64 = Runde, in der Spieler im Matchplay verloren hat

„T“ = geteilter Rang

KT = kein Turnier

Grüner Hintergrund für Siege

Gelber Hintergrund für Top 10

Die HSBC Champions wurde erst im Jahr 2009 zu einem WGC-Turnier.

## Andere Turniersiege
- 1999 Open de Côte d’Ivoire (Challenge Tour)
- 2007 Dunlop Phoenix Tournament (Japan Golf Tour)
- 2010 The Shark Shootout (mit Dustin Johnson)
- 2011 Schüco Open (Deutschland)

## Teilnahmen an Teamwettbewerben
- Ryder Cup: 2004 (Sieger), 2008, 2010 (Sieger), 2012 (Sieger), 2014 (Sieger), 2018 (Sieger)
- World Cup: 2001, 2007, 2008, 2009, 2011
- Seve Trophy: 2003 (Sieger), 2005 (Sieger), 2011 (Sieger)
- EurAsia Cup (für Europa): 2016 (Sieger)